# Жан-Франсуа Нтутум Еман
Жан-Франсуа Нтутум Еман (фр. Jean-François Ntoutoume Emane; нар. 6 жовтня 1939) — габонський політичний діяч, прем'єр-міністр країни з січня 1999 до січня 2006 року.